# Mandailing
Mandailing é um grupo cultural tradicional do sudeste asiático. Eles são encontrados principalmente na parte norte da ilha de Sumatra, na Indonésia. Eles influenciados de Kaum Padri que governou o Minangkabau de Tanah Datar. Como resultado, os Mandailing foram influenciados pela cultura muçulmana e convertidos ao islamismo. Há também um grupo de mandailing na Malásia, principalmente nos estados de Selangor e Perak. Eles estão intimamente relacionados com o povo Angkola.

## Etimologia
Diz-se que a etimologia da "Mandailing" é uma composta das palavras mande, que significa "mãe", e hilang, que significa "perdido". Assim, o nome significa "mãe perdida".

## História
De acordo com o relato de Tamboen (1952), os Mandailing, juntamente com outros grupos sub-étnicos Batak são descendentes de um homem chamado de Batak, que migraram para o sul antes da chegada dos colonizadores portugueses e holandeses em Sumatra. A colonização holandesa em Sumatra fez com que os Mandailing fossem considerados como fazendo parte de uma subcategoria do povo Batak, como uma "política de cunha" para classificar as comunidades e criar tipologias. Incentivou a divisão das nações islâmicas por um cinturão não muçulmano, chamado "Bataklanden" (terras Batak). Os Mandailing foram associados ao povo Toba Batak em vez de ser reconhecida como uma minoria étnica distinta. Consequentemente, o povo Mandailing foi dividido entre duas identidades culturais e étnicas, nomeadamente Batak-Mandailing na Indonésia e Malay-Mandailing na Malásia.
O povo Mandailing também é conhecido como os grandes viajantes, à medida que mais e mais Mandailings estão migrando para as várias regiões do país e do mundo. Muitos dos Mandailings estão desempenhando os papéis importantes da nação. O governo indonésio considerou os Mandailings como uma das principais tribos do país. Muitos Mandailings mantêm registros detalhados de suas árvores genealógicas, já que se tornou uma tradição familiar. É relatado que 98% do grupo étnico Mandailing é muçulmano.

## Região
Mandailing é o nome da região Luat Mandailing, que está atualmente quase na Regência Natal Mandailing de Sumatra Setentrional. O primeiro grupo que veio para habitar região foram os Lubis e Nasution, mais tarde seguido pelos Siregar, Harahap e assim por diante. Nasution e Lubis são os maiores grupos do clã Mandailing.